# بردلی ویگینز
بردلی ویگینز (به انگلیسی: Bradley Wiggins) ورزشکار مرد رشتهٔ دوچرخه‌سواری اهل کشور بریتانیای کبیر است. وی در بین سال‌های ‎۲۰۰۰ تا ۲۰۱۲ میلادی در مسابقات بازی‌های المپیک تابستانی در مجموع ۷ مدال، شامل ۴ مدال طلا و ۱ نقره و ۲ برنز را کسب کرد.